# Everhard Zwart
Everhard Zwart (Emmen, 5 augustus 1958) is een Nederlands organist en dirigent. 

## Loopbaan
Everhard is een zoon van Willem Hendrik Zwart en kleinzoon van Jan Zwart.
Hij is een leerling van Feike Asma en studeerde in 1983 af aan het Rotterdams Conservatorium. Daarna volgde Zwart masterclasses bij Jean Guillou en Günther Kaunzinger.  Sinds 1987 is hij hoofdorganist van de Nederlands Hervormde Nieuwe Westerkerk te Capelle aan den IJssel en organist van de Alledagkerk - de Engelse Kerk aan het Begijnhof te Amsterdam. In 1979 geeft Everhard Zwart zijn eerste orgelconcert. Sindsdien heeft hij een uitgebreide internationale concertpraktijk opgebouwd.
Everhard Zwart is dirigent van een aantal koren, waarmee hij eveneens concertreizen maakt. In 2019 is het zijn 40-jarig jubileum als concertorganist. Tijdens al deze jaren maakte hij diverse concertreizen door onder meer Californië. Als componist voltooide Everhard Zwart het Koraalboek van Willem Hendrik Zwart en diverse orgelnotaties uit het Archief van zijn leermeester Feike Asma. Everhard Zwart was de eerste organist in Nederland die een dvd uitgaf.
In 2008 werd Everhard Zwart Koninklijk onderscheiden en werd hij benoemd tot Ridder in de Orde van Oranje-Nassau. In 2009 werd hij onderscheiden door de Société Académique Arts-Sciences-Lettres te Parijs met de medaille in zilver, vanwege zijn verdiensten voor de Franse muziekcultuur.